# Valerie Wellington
Valerie Wellington, geboren als Valerie Eileen Hall (Chicago, 14 november 1959 - Maywood, 2 januari 1993), was een Amerikaanse opera/blueszangeres. Tijdens haar korte carrière wisselde ze van operazang naar Chicago blues en electric blues.

## Carrière
Valerie Wellington was opgeleid tot operazangeres en studeerde af aan het American Conservatory of Music. In 1982 begon ze blues te zingen in de clubs van Chicago. Ze werkte ook in het theater en speelde rollen van vroegere blueszangers zoals Ma Rainey en Bessie Smith. Haar opera-opleiding stelde haar in staat om haar stem in te zetten bij theater-audiënties. Ze verscheen in 1984 bij het San Francisco Blues Festival, samen op een affiche met Marcia Ball en Katie Webster.
Haar opgenomen werk was een mengeling van traditionele vaudeville met eigentijdse blues. Wellington maakte meerdere opnamen, maar haar stem werd gebruikt in advertenties op televisie en radio. Haar opname van Whole Lotta Shakin' Goin' On werd gebruikt op de soundtrack van de film Great Balls of Fire! uit 1989, waarin ze kort verscheen als Big Maybelle. In hetzelfde jaar toerde ze door Japan met Carlos Johnson.
Million Dollar $ecret werd in 1995 heruitgebracht door Rooster Blues.

## Overlijden
Wellington overleed  op 2 januari 1993 op 33-jarige leeftijd aan een cerebraal aneurysma. Ze werd bijgezet op het Restvale Cemetary in Alsip.

## Discografie
- 1984:	Million Dollar $ecret (Flying Fish)
- 1991:	Life in the Big City (GBW) (Japan)

- Gemeinsame Normdatei: 134554086
- Library of Congress Control Number: no98058381
- MusicBrainz: b1f6e7ba-c4bb-47d1-973b-c865e56102eb
- Virtual International Authority File: 26680777
- WorldCat: E39PBJwttcCYBkd37Mj7RcdvpP